# ماكسيم بلوتنيكوف
ماكسيم بلوتنيكوف (الروسية: Плотников, Максим Дмитриевич) هو لاعب كرة قدم بيلاروسي في مركز حراسة المرمى، ولد في 28 يناير 1998 في بينسك في بيلاروس. شارك مع منتخب روسيا البيضاء تحت 17 سنة لكرة القدم ومنتخب بيلاروسيا تحت 21 سنة لكرة القدم ومنتخب بيلاروس لكرة القدم. أما مع النوادي، فقد لعب مع توربيدو جودينو ودينامو مينسك.

## وصلات خارجية
- ماكسيم بلوتنيكوف على موقع الاتحاد الأوربي (الإنجليزية)
- ماكسيم بلوتنيكوف على موقع قاعدة بيانات كرة القدم.إي يو (الإنجليزية)
- ماكسيم بلوتنيكوف على موقع ناشيونال فوتبول تيمز (الإنجليزية)
- ماكسيم بلوتنيكوف على موقع Soccerway.com (الإنجليزية)
- ماكسيم بلوتنيكوف على موقع عالم كرة القدم.نت (الإنجليزية)